# Tulomo
Tulomo (Tulumonos, Tuolomos, Tu-lo-mos), pleme ili ogranak Costanoan Indijanaca, vjerojatno s poluotoka San Francisco u Kaliforniji; povezuje ih se s misijom Dolores. 
Zajedno s plemenima Olhone, Ahwaste, Altahmo i Romonan, kolektivno su nazivani Costaños.